# 潘帕埃爾莫薩區 (薩蒂波省)

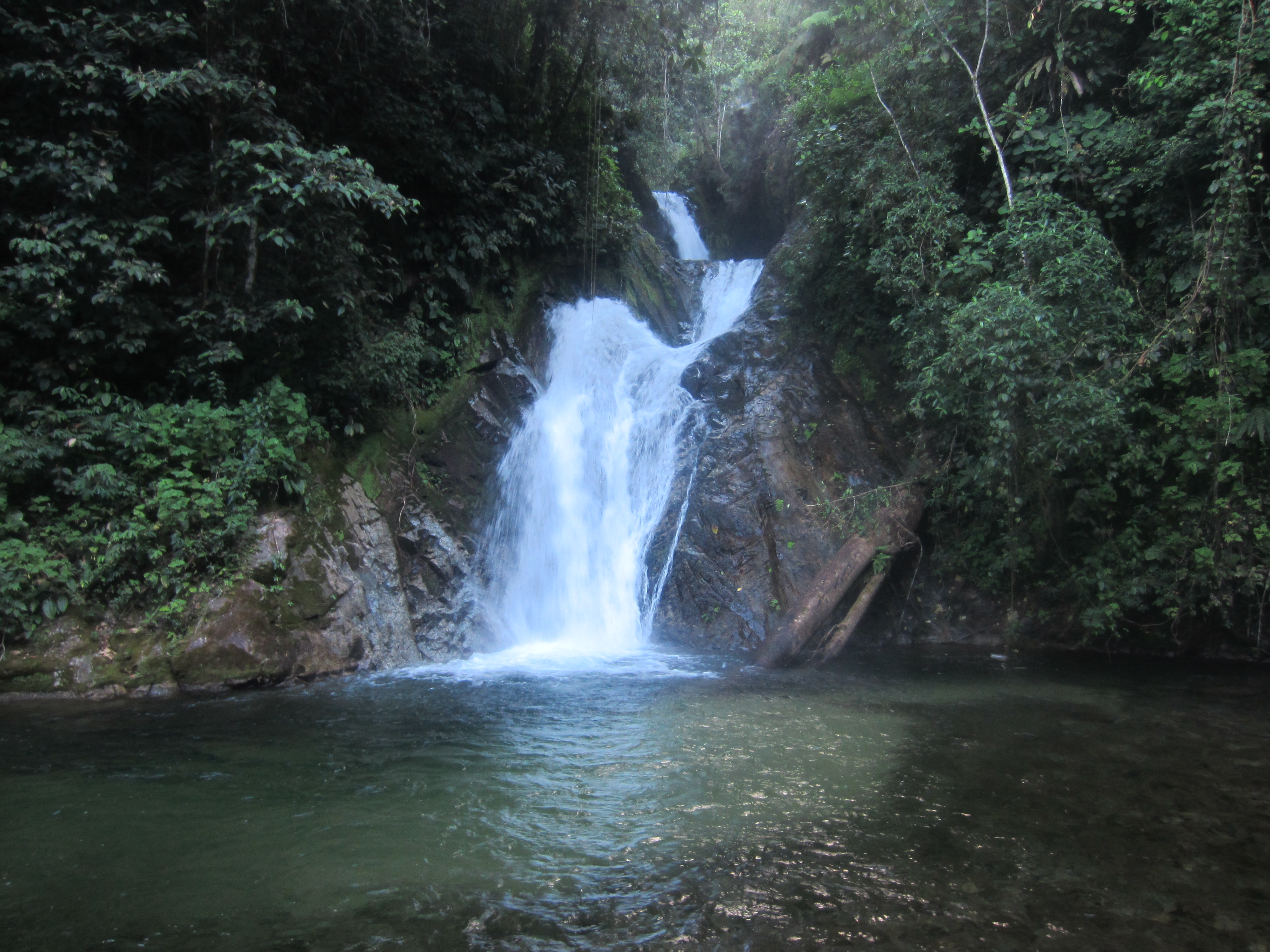

潘帕埃爾莫薩區（西班牙語：Distrito de Pampa Hermosa）是秘魯的一個區，位於該國中部胡寧大區的薩蒂波省，始建於1965年3月26日，面積566.82平方公里，海拔高度1,200米，2007年人口6,459，人口密度每平方公里11人。